# Truxton (videogioco)
Truxton (タツジン?, Tatsujin) è un videogioco arcade del 1988 sviluppato da Toaplan. Distribuito da Taito, il gioco ha ricevuto conversioni per Sega Mega Drive e PC Engine, oltre ad esserne realizzato un seguito nel 1992, pubblicato anche per FM Towns.